# ギュルメ・ナムゲル
ギュルメ・ナムゲル（Gyurmed Namgyal, 1707年 - 1733年）は、インド、シッキム王国（ナムゲル朝）の第4代君主（在位：1717年 - 1733年）。

## 生涯
1717年、父王チャドル・ナムゲルの死により、王位を継承した。
ギュルメの治世、ブータン軍がしばしば侵攻したため、首都ラブデンツェの城塞化を図った。その際、ツォン族に強制労働を課し、彼らは同族のリンブー族の領域に逃げた。
1713年、ギュルメは嫡子無くして死亡した。だが、ギュルメの尼僧が妊娠しており、死後に生まれた息子のプンツォ・ナムゲル2世が王位を継承した。